# 中央原子能事业领导小组
中央原子能事业领导小组，是1955年7月为加强对原子能事业的领导，中共中央和国务院决定由陈云、聂荣臻、薄一波组成的中央议事协调机构。1956年4月11日，周恩来致信毛泽东，提出在原子能事业三人领导小组的基础上，成立以国务院主管财经的副总理陈云为主任，中科院院长郭沫若、国家计委主任李富春、国家地质部部长李四光、第二机械工业部部长宋任穷为副主任的中央原子能委员会并获得批准。